# Courcy, Marne
Courcy är en kommun i departementet Marne i regionen Grand Est (tidigare regionen Champagne-Ardenne) i nordöstra Frankrike. Kommunen ligger i kantonen Bourgogne som tillhör arrondissementet Reims. År 2022 hade Courcy 1 262 invånare.

## Befolkningsutveckling
Antalet invånare i kommunen Courcy
| Referens: INSEE |